# Dead Space (datorspel)
Dead Space är ett survival horror-spel ur tredjepersonsskjutargenren, utvecklat av Electronic Arts som släpptes i oktober 2008. Spelet har släppts till Xbox 360, Playstation 3 och PC. Spelet har fått tre uppföljare. En nyversion av spelet av Motive Studios släpptes den 27 januari 2023.

## Handling
Ingenjören Isaac Clarke (Namnet kommer från science fiction-författarna Isaac Asimov och Arthur C. Clarke) skickas för att reparera rymdskeppet Ishimuras kommunikationsutrustning, men när han kommer fram befinner han sig plötsligt i en mardröm när skeppets innandöme visar tydliga spår efter ett veritabelt blodbad.
Besättningen har lemlästats på det mest bestialiska sätt och har dessutom smittats av en utomjordisk pestliknande sjukdom (Genom kontakt med en utomjordisk artefakt). Clarkes reparationsuppdrag har förvandlats till en kamp om överlevnad och för att till varje pris skicka tillbaka artefakten till planeten den kom ifrån.

## Gameplay
Spelet påminner om Resident Evil 4 och är ett väldigt våldsamt spel, dock skiljer sig Dead Space från Resident Evil-serien genom det faktum att man kan gå, sikta och skjuta samtidigt. På en del platser av skeppet finns det noll gravitation. Man kan alltså hoppa på väggar genom att använda ett vapen och sikta på den. Isaac har magnetstövlar som håller honom på marken/väggen. Han har en hjälm som har ljusblått ljus på framsidan av hjälmen. Man kan också köpa vapen, ammunition, medicin, nya rymddräkter och uppgraderingar till vapnen. Det som gör stridsaspekten i Dead Space såpass speciell är spelets så kallade "dismemberment-funktion". Det krävs av spelaren att med ett fåtal välplacerade skott skjuta av armar och ben såväl som tentakler från monstren. Då ett skott i huvudet eller magen kan få horribla konsekvenser.